# Two Lives
Two Lives is een nummer van de Britse artiest Example en is de vijfde single van het tweede studioalbum Won't Go Quietly. Het nummer werd uitgebracht op 14 november 2010.

## Muziekvideo
Een video voor het nummer werd op 14 oktober 2010 op YouTube geüpload en heeft een lengte van 3 minuten en 33 seconden.

## Tracklist
| Nr. | Titel                                | Duur |
| --- | ------------------------------------ | ---- |
| 1.  | Two lives                            | 3:28 |
| 2.  | Two lives (extended mix)             | 5:15 |
| 3.  | Two lives (Iain Archer edit)         | 3:24 |
| 4.  | Two lives (Kris Menace remix)        | 6:27 |
| 5.  | Two lives (Wez Clarke remix)         | 6:58 |
| 6.  | Two lives (Loadstar remix)           | 4:16 |
| 7.  | Two lives (Tek-One Flu Riddim remix) | 4:47 |